# Ammocryptocharax minutus
Ammocryptocharax minutus är en fiskart som beskrevs av Buckup, 1993. Ammocryptocharax minutus ingår i släktet Ammocryptocharax och familjen Crenuchidae. Inga underarter finns listade i Catalogue of Life.